# Jean-Baptiste-Irénée Callot

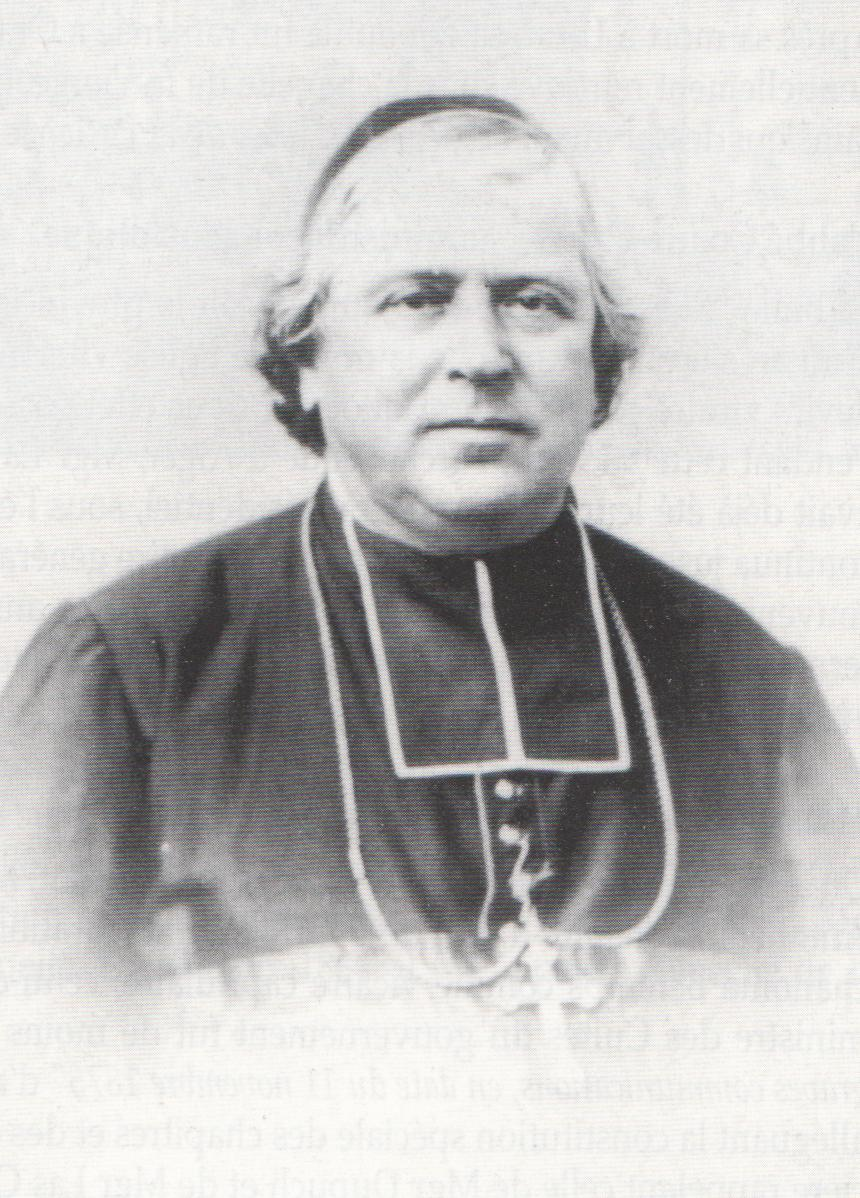
Bischof Jean-Baptiste-Irénée Callot

Bischofswappen von Bischof Jean-Baptiste-Irénée Callot

Jean-Baptiste-Irénée Callot (* 22. November 1814 in Beaujeu, Département Rhône; † 1. November 1875 ebenda) war ein französischer Geistlicher und römisch-katholischer Bischof von Oran.

## Leben
Jean-Baptiste-Irénée Callot empfing 1838 das Sakrament der Priesterweihe.
Mit der Gründung des Bistums Oran als Suffraganbistum des Erzbistums Algier am 25. Juli 1866 wurde Callot am 12. Januar 1867 zum ersten Bischof von Oran ernannt und am 12. Juli desselben Jahres präkonisiert. Die Bischofsweihe spendete ihm am 22. September 1867 in der Kathedrale Saint-Jean in Lyon der Erzbischof von Algier, Charles Martial Lavigerie; Mitkonsekratoren waren der Bischof von Nîmes, Claude-Henri-Augustin Plantier, und der Bischof von Saint-Brieuc, Augustin David.
Zwischen 1869 und 1870 war Bischof Callot als Konzilsvater Teilnehmer am Ersten Vatikanischen Konzil. Er blieb bis zu seinem Tod an Allerheiligen 1875 als Bischof im Amt.